# Drew Fuller
Andrew Alan Fuller (Atherton, California, 19 de mayo de 1980), conocido como Drew Fuller, es un actor y modelo estadounidense. Se hizo conocido por su papel de Chris Halliwell en la serie Embrujadas, y como Jason Stevens en la película The Ultimate Gift.
Fuller fue descubierto por un agente cuando tenía 12 años, después de que un amigo de la familia lo pusiera en la cubierta de la revista de la Universidad de California en Los Ángeles (UCLA). Tras decidir esperar algunos años, Drew entró en el mundo de los modelos a la edad de 16 años, convirtiéndose rápidamente en un modelo superior para las compañías más prestigiosas, tales como Tommy Hilfiger, Prada y el Club Med. Su buena apariencia y físico le ayudaron a hacer la transición a los anuncios comerciales fácilmente, participando en muchos de ellos, incluyendo el J. Crew, Subway, Toyota y Pepsi, frente de Britney Spears.
Tiene dos hermanos, Alexandra, de ascendencia latina e inglesa y James, de ascendencia americana. En su tiempo libre le gusta tocar el piano, así como practicar baloncesto, surf, snowboard y tenis. Uno de sus peores miedos es volar.
Drew Fuller interpreta el papel de Chris, el joven chico de veintidós años que llega desde el futuro en Charmed. En un principio, Chris aparece como el nuevo guía blanco de las tres hermanas, después de que Leo se fuera. Sin embargo, con el paso de los capítulos, descubriremos que la verdadera misión de Chris es proteger a Wyatt, pues el futuro de este misterioso chico está gobernado por la magia negra, encabezada por un Wyatt corrupto por el mal. Y lo que es más importante, finalmente sabremos que Chris es, nada más y nada menos, el hermano pequeño de Wyatt e hijo no nato aún de Piper y Leo. Durante la sexta temporada, que es donde aparece, el chico deberá luchar por unir a sus padres, a quienes su llegada del futuro separó.
Fuller también personificó en 'Vampire Clan a Rod Farrell, un asesino de la vida real que creía ser un vampiro y mató brutalmente a una familia inocente en Florida en 1996.
Su siguiente película, The One, ganó el premio a la Mejor Audiencia en el Festival de Cine de Sundance. 
Otros créditos de película incluyen Angels Don´t Sleep Here y Close Call.
La serie de televisión Charmed (Embrujadas), producida por el exitoso (fallecido) Aaron Spelling, fue la que lanzó a Drew Fuller a la fama. Gracias a esta serie, la cara de este joven actor se hizo más reconocida en los países de emisión de la serie, especialmente en Estados Unidos, así como en países de Europa, entre ellos España, Inglaterra e Italia.

## Filmografía
- Holiday Twist (2017).... Bill Neilson
- Más que hermanos (2017).... Dr. Vianni
- Love finds you in charm (Paso decisivo) (2015)... Andy
- The Circuit (2007).... Kid Walker
- Powers Serie de televisión (2007/2008)....Ryan Anderson
- Blonde Ambition (2007).... Billy
- Loaded (2007).... Brendan
- Army Wives Serie de televisión (2007).... Trevor LeBlanc
- The Ultimate Gift (2006).... Jason Stevens
- Final Contract (2006).... David Glover
- Charmed Serie de televisión.... Chris Perry (Chris Halliwell) (2003-2006)
- Close Call (2004).... Sam
- Black Sash (2003) Serie de televisión.... Nick Reed
- Home of the Brave (2002) Serie de televisión.... Justin Briggs
- Vampire Clan (2002).... Rod Ferrell
- One (2001).... Cole
- Angels Don't Sleep Here (2001).... Teenage Jesse
- Voodoo Academy (2000).... Paul St. Clair

## Televisión
- The Connan's Detectives....Henry Diaz/Marco Benson (junio de 2009 a abril de 2010)
- Army Wives....Trevor LeBlanc (2007- actual)
- Huff.... En el papel de "Josh" en el episodio: "A Cornfield Grows In L.A" (14 de mayo de 2006)
- Access Hollywood.... "El mismo" (7 de enero de 2005)
- On-Air with Ryan Seacrest.... "El mismo" (10 de mayo de 2004)
- The Wayne Brady Show.... "El mismo" (11 de marzo de 2004)
- The Sharon Osbourne Show.... "El mismo" (9 de diciembre de 2003)
- Good Day Live.... "El mismo" (14 de noviembre de 2003)
- E! News Live.... "El mismo" (7 de agosto de 2003)
- The O. C.... en el papel de "Norland" episodio: "Piloto" (5 de agosto de 2003)
- Charmed.... en el papel de Chris Halliwell

## Otras apariciones
- Ringside - Video musical 'Tired Of Being Sorry' (2005)
- Lindsay Lohan - Video musical 'Over' (2005)
- Jennifer Love Hewitt - Video musical 'Barenaked' (2002)
- The Calling - Video musical 'Wherever You Will Go' (2002)